# Портман, Рэйчел
Рэ́йчел Мэ́ри Бе́ркли По́ртман (англ. Rachel Mary Berkeley Portman, р. 11 декабря 1960) — британский композитор, более всего известна своими работами в фильмах. Она была первой женщиной-композитором, завоевавшей премию «Оскар» в номинации за лучшую музыку к фильму (за картину «Эмма» в 1996 году. (Более ранними призёрами были женщины-авторы песен Барбра Стрейзанд (1977), Баффи Сент-Мари (1983) и Карли Саймон (1989), каждая из которых выиграла «Оскар», но в номинации «за лучшую песню к фильму»).

## Биография
Портман родилась 11 декабря 1960 года в Хейзлмире, Англия, и была дочерью Пенелопы (в девичестве Моуэт) и Беркли Чарльза Портмана. Она училась в школе Чартерхаус и в Ворцестерском колледже, Оксфорд.
Портман номинировалась на Оскара за её работу над картинами «Правила виноделов» в 1999 году и «Шоколад» в 2000 году. Также она писала музыку для десятков других фильмов, в том числе неиспользованную к фильму «Честная куртизанка» (Джордж Фентон заменил её, но некоторые материалы Портман всё же остались в фильме). Для телевидения она написала музыку ко всем 13 эпизодам телесериала «The Storyteller» Джима Хенсона и к двум эпизодам телесериала «Час Джима Хенсона» («Monster Maker» и «Living with Dinosaurs»).
Среди её работ также есть детская опера «Маленький принц» (которая позднее была адаптирована для телевидения) и мюзикл, основанный на книгах «Маленький домик в прерии» Лауры Уайлдер (2008). Портман было поручено написать музыкальную партию для хора к сериала BBC Proms в августе (2007).
Она вышла замуж за кинопродюсера Уберто Пазолини в 1995 году. У них трое детей: Анна, Джилия и Ники.
19 мая 2010 года Рэйчел Портман была награждена BMI в области фильмов и телевидения премией Ричарда Кирка, которая вручается композиторам за значительный вклад в музыку кино и телевидения. Портман вошла в историю BMI как первая женщина-композитор, получившая эту награду и встав в один ряд с такой элитой, как Кристофер Янг, Джордж С. Клинтон, Марк Мозербах, Дэнни Эльфман, Алан Менкен, Майк Пост, Лало Шифрин, Джон Барри и Джон Уильямс.
Портман была произведена в дамы Ордена Британской империи в Новый 2010 год.

## Музыка к фильмам
| - Привилегированный (1982) - Отражения (1984) - Last Day of Summer (1984) - Четыре дня в июле (1985) - Sharma and Beyond (1986) - Good as Gold (1986) - A Little Princess (1986) - 1914 All Out (1987) - Короткая стрижка и кудри (1987) - The Falklands War: The Untold Story (1987) - 90 Degrees South (1987) - Сказочник (1988) TV Series - Loving Hazel (1988) - Sometime in August (1988) - Женщина в чёрном (1989) - Молодой Чарли Чаплин (1989) - Monster Maker (1989) - Living with Dinosaurs (1989) - Драгоценный Бейн (1989) (TV) - Не апельсинами едиными… (1990) - Shoot to Kill (1990) - Сладости жизни (1990) - Сказочник: Греческие мифы (1990) - The Widowmaker (1990) - Там, где даже ангелы боятся появиться (1991) - Антония и Джейн (1991) - Flea Bites (1991) (TV) - Второе дыхание (1992) - Mr. Wakefield’s Crusade (1992) (TV) - Rebecca’s Daughters (1992) - The Cloning of Joanna May (1992) - Друзья (1993) - Клуб радости и удачи (1993) - Бенни и Джун (1993) - Итэн Фроум (1993) - Great Moments in Aviation (1993) - Дорога на Веллвилл (1994) - Только ты (1994) - Сирены (1994) - Война пуговиц (1994) | - Вонгу Фу, с благодарностью за всё! Джули Ньюмар (1995) - Город хулиганов (1995) - Дым (1995) - Пироманьяк: История любви (1995) - Комната Марвина (1996) - Эмма (1996) - Приключения Пиноккио (1996) - Красавица и чудовище: Чудесное Рождество (1997) - Дурман любви (1997) - Любимая (1998) - Вот такие пироги (1998) - Правила виноделов (1999) - Крысолов (1999) - Другая сестра (1999) - Шоколад (2000) - Легенда Баггера Ванса (2000) - Сближение (2000) - Новое платье императора (2001) - Николас Никлби (2002) - Правда о Чарли (2002) - Война Харта (2002) - Улыбка Моны Лизы (2003) - Запятнанная репутация (2003) - Манчжурский кандидат (2004) - Lard (2004) - Оливер Твист (2005) - Define Normal (2005) - Благодаря Винн Дикси (2005) - Дурная слава (2006) - Дом у озера (2006) - H2Hope: The Water Diviner’s Tale (Musical, BBC Prom 57) (2007) - Джинсы-талисман 2 (2008) - Герцогиня (2008) - Серые сады (2009) - Не отпускай меня (2010) - Милый друг (2011) - Один день (2011) - Я не знаю, как она делает это (2011) - Как украсть небоскрёб (2011) - Обет (2012) - Остановившаяся жизнь (2013) - Собачья жизнь (2017) - Возвращение Одиссея (2024) |  |